# Айділвайлд-Пайн-Коув (Каліфорнія)
Айділвайлд-Пайн-Коув (англ. Idyllwild–Pine Cove) — переписна місцевість (CDP) в США, в окрузі Ріверсайд штату Каліфорнія. Населення — 4163 особи (2020).

## Географія
Айділвайлд-Пайн-Коув розташований за координатами 33°44′39″ пн. ш. 116°43′50″ зх. д. / 33.74417° пн. ш. 116.73056° зх. д. (33.744209, -116.730690).  За даними Бюро перепису населення США в 2010 році переписна місцевість мала площу 35,57 км², з яких 35,54 км² — суходіл та 0,03 км² — водойми.

### Клімат
| Клімат : Айділвайлд-Пайн-Коув     | Клімат : Айділвайлд-Пайн-Коув | Клімат : Айділвайлд-Пайн-Коув | Клімат : Айділвайлд-Пайн-Коув | Клімат : Айділвайлд-Пайн-Коув | Клімат : Айділвайлд-Пайн-Коув | Клімат : Айділвайлд-Пайн-Коув | Клімат : Айділвайлд-Пайн-Коув | Клімат : Айділвайлд-Пайн-Коув | Клімат : Айділвайлд-Пайн-Коув | Клімат : Айділвайлд-Пайн-Коув | Клімат : Айділвайлд-Пайн-Коув | Клімат : Айділвайлд-Пайн-Коув | Клімат : Айділвайлд-Пайн-Коув |
| Показник                          | Січ.                          | Лют.                          | Бер.                          | Квіт.                         | Трав.                         | Черв.                         | Лип.                          | Серп.                         | Вер.                          | Жовт.                         | Лист.                         | Груд.                         | Рік                           |
| Абсолютний максимум, °C           | 27,8                          | 26,1                          | 27,8                          | 29,4                          | 33,9                          | 37,2                          | 38,3                          | 36,7                          | 37,2                          | 33,9                          | 28,9                          | 27,8                          | 38,3                          |
| Середній максимум, °C             | 13,1                          | 13,1                          | 15,0                          | 18,0                          | 22,4                          | 26,8                          | 29,9                          | 29,8                          | 27,1                          | 21,9                          | 16,6                          | 13,0                          | 20,6                          |
| Середній мінімум, °C              | −1,1                          | −1                            | −0,3                          | 1,6                           | 4,9                           | 8,3                           | 12,3                          | 12,4                          | 9,4                           | 5,1                           | 0,9                           | −1,4                          | 4,3                           |
| Абсолютний мінімум, °C            | −17,2                         | −15,6                         | −16,1                         | −10                           | −7,8                          | −4,4                          | −2,8                          | −2,8                          | −5                            | −11,7                         | −12,2                         | −16,7                         | −17,2                         |
| Норма опадів, мм                  | 124                           | 136                           | 96                            | 46                            | 11                            | 4                             | 17                            | 20                            | 21                            | 31                            | 64                            | 94                            | 664                           |
| Днів з опадами                    | 6,3                           | 6,4                           | 5,9                           | 4,0                           | 1,3                           | 0,5                           | 1,7                           | 2,1                           | 2,0                           | 2,0                           | 3,7                           | 5,1                           | 41,0                          |
| Днів зі снігом                    | 2,4                           | 2,3                           | 1,8                           | 1,2                           | 0,2                           | 0                             | 0                             | 0                             | 0                             | 0,1                           | 0,6                           | 1,6                           | 10,2                          |
| --------------------------------- | ----------------------------- | ----------------------------- | ----------------------------- | ----------------------------- | ----------------------------- | ----------------------------- | ----------------------------- | ----------------------------- | ----------------------------- | ----------------------------- | ----------------------------- | ----------------------------- | ----------------------------- |
| Джерело: NOAA (Normals 1981-2010) |                               |                               |                               |                               |                               |                               |                               |                               |                               |                               |                               |                               |                               |

## Демографія
Згідно з переписом 2010 року, у переписній місцевості мешкали 3874 особи в 1682 домогосподарствах у складі 979 родин. Густота населення становила 109 осіб/км².  Було 4116 помешкань (116/км²).
Расовий склад населення:
| - 88,6 % — білих - 3,5 % — азіатів - 0,8 % — корінних американців - 0,8 % — чорних або афроамериканців - 0,2 % — вихідців з тихоокеанських островів - 2,3 % — осіб інших рас |

До двох чи більше рас належало 3,8 %. Частка іспаномовних становила 12,4 % від усіх жителів.
За віковим діапазоном населення розподілялося таким чином: 19,1 % — особи молодші 18 років, 60,9 % — особи у віці 18—64 років, 20,0 % — особи у віці 65 років та старші. Медіана віку мешканця становила 49,8 року. На 100 осіб жіночої статі у переписній місцевості припадало 99,2 чоловіків;  на 100 жінок у віці від 18 років та старших — 102,4 чоловіків також старших 18 років.
Середній дохід на одне домашнє господарство  становив 68 549 доларів США (медіана — 61 162), а середній дохід на одну сім'ю — 78 920 доларів (медіана — 66 815). Медіана доходів становила 40 757 доларів для чоловіків та 52 813 долари для жінок. За межею бідності перебувало 19,5 % осіб, у тому числі 27,5 % дітей у віці до 18 років та 8,5 % осіб у віці 65 років та старших.
Цивільне працевлаштоване населення становило 1338 осіб. Основні галузі зайнятості: освіта, охорона здоров'я та соціальна допомога — 23,6 %, мистецтво, розваги та відпочинок — 17,8 %, науковці, спеціалісти, менеджери — 14,9 %.